# Decretista

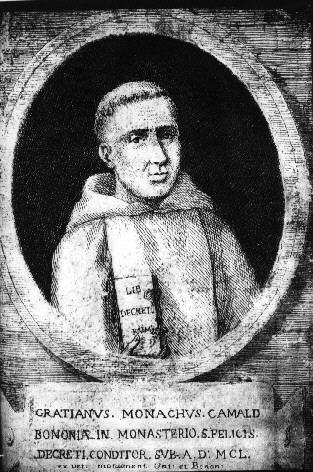
Graziano, estensore del Decretum che diede origine al termine decretista

In epoca medievale con decretista si indicavano gli studenti ed i dottori di diritto canonico.
Tale nome traeva origine dal Decretum del giurista Graziano, considerato il primo passo verso lo studio del diritto canonico scisso, anche se non totalmente, dalla teologia, nonché primo tentativo di conciliare le contraddizioni dei Testi sacri in maniera coerente e logica. Tale termine è stato poi esteso alla corrente giuridica culturale medievale riguardante il diritto canonico, indicata come decretistica.
Tra i decretisti più noti:
- Graziano
- Rolando da Piazzola
- Rufino
- Uguccione da Pisa
- Bernardo Balbi